# Benedicto
Benedicto Garcia Villar, nascido em Santiago de Compostela, em 1947, é um cantor, professor e sindicalista galego, que compôs música de autor com uma forte componente de intervenção política. No inicio da sua carreira esteve vinculado ao colectivo “Voces Ceibes”.

## Trajectória

### Inícios
Em meados dos anos 60 entra na licenciatura de Telecomunicação em Santiago de Compostela, estudos que irá prosseguir em Madrid, entre os anos 1965 e 1967. Nos início de 1967, tem oportunidade de assistir, na capital do estado, aos concertos de Raimon e Joan Manuel Serrat, que se realizavam nas residências de estudantes na capital. Inspirado por esta experiência, compôs a canção “Un home” e começa a relacionar-se com Xavier Alcalá, que também estudava na cidade. Juntos, formam um grupo chamado “Os Novos Xoglares Galegos”, que no entanto nunca saiu da fase de projecto.
Nos finais desse ano, e já de volta à Galiza, onde vai estudar Economia, começa a cantar para círculos de amigos, entrando em contacto com a obra de poesia social de Celso Emilio Ferreiro, musicando o poema “Carta a Fuco Buxán”. O seu primeiro concerto público tem lugar na Faculdade de Filosofia e Letras de Compostela. Nessa época, começa o seu relacionamento com o cantor Xavier del Valle, com o qual participará em vários recitais.

### A nova canção Galega e “Voces Ceibes”
No ano de 1968 presencia as revoltas estudantis de Compostela, e começa a relacionar-se com figuras como Xesús Alonso Montero, Manuel Maria ou Lois Dièguez. Dos dois últimos irá musicar diversos poemas. Também nesse ano começará a dar diversos recitais por todo o país, tendo diversos problemas com a censura política. Especialmente importante foi o recital da faculdade de Medecina de Compostela, e que serviu como ponto final das mobilizações do Abril de Compostela. Acompanhado por Xavier del Valle, Xerardo Moscoso, Vicente Araguas e Guilhermo Rojo, participou no que seria lembrado como o acto fundador da Nova Canción Galega. O recital aglutina cerca de 2000 pessoas o que o converterá num acto politicamente simbólico.
Em Maio de 1968 participa na fundação do colectivo “Voces Ceibes”, grupo inspirado nas experiências de Els Setze Jutges e dos bascos Ez dok amairu. Os seus princípios consistiam no uso do galego, na forte temática social e na rejeição do folclore galego que, naquele momento, estava vinculado ao franquismo. Também compartiam das experiências bascas e catalãs, relativamente ao sentimento comunitário que se sobrepunha ao individualismo.

### Repressão política
Em Julho desse ano, é chamado ao Silos Club de Pontevedra para ser membro do júri, bem com para actuar no Festival Galego da Canción Moderna. Durante a sua actuação, no momento em que interpreta a canção “Carta a Fuco Buxán”, irá ser impedido de prosseguir a sua actuação através da acção de dois membros da polícia. Benedicto acaba a canção no exacto momento em que a policia irrompe no palco e o detêm. Passará a noite numa cela, recebendo uma multa por interpretar canções proibidas e por dirigir frases subversivas aos assistentes. Também se irá pressionar a organização dum acto religioso, onde iria participar no dia seguinte, para que o retire da programação, o que acaba por acontecer.
Nesse mesmo Verão, as autoridades impediram a realização de um concerto de Benedicto, Xavier del Valle e Vicente Araguas na Sociedade Cultural e Desportiva “Bertón” em Caranza, Ferrol, por o considerar subversivo.

### Primeiro trabalho e concertos internacionais
Em meados de 1968, uma parte do colectivo “Voces ceibes” viajará a Barcelona para gravar os seus primeiros trabalhos. Surge assim, gravado nos estúdios Gema, o EP Benedicto, mais conhecido por “No Vietnam”, um dos quatro temas que constava neste primeiro trabalho editado pelo autor.
A 1 de Dezembro de 1968 participara,juntamente com os restantes membros de “Voces Ceibes”, num concerto no Cine Capitol de Compostela. Em Janeiro de 1969 visitara, com outros membros do colectivo, as cidades de Oviedo e Xixón dando, pela primeira vez, um concerto fora das fronteiras da Galiza.
No ano de 1970, ingressa no PCG com o qual começa a colaborar, tendo como consequência por parte da sua militância, a sua expulsão da Universidade, o que, somado à falta de autorização da maior parte dos seus concertos, levara a uma paragem na sua carreira musical. Durante esse ano, participara na capital do Estado Espanhol em actos de protesto contra o Processo de Burgos, colaborando com o colectivo “Cancón del Pueblo”. Também em Madrid, escutara pela primeira vez um disco do português José Afonso. Devido ao pedido do colectivo “Voces Ceibes”, retornara à Galiza em Julho de 1971. Não voltou a ser readmitido na Universidade de Santiago de Compostela.
Com o seu retorno, o colectivo inicia os seus primeiros recitais fora do Estado Espanhol, com actuações em Toulouse para os exilados, e também na Holanda. Benedicto, Xerardo Moscoso e Bibiano serão chamados para representar a Galiza no âmbito da Exposição de Arte Contemporânea de Milão, acto de resistência antifranquista no exílio, que juntava poesia e canção às artes plásticas, as verdadeiras protagonistas. A exposição começava a 10 de Março de 1972, coincidindo com o assassinato, em Ferrol, de Daniel Niebla e Amador Rey, acto de que terão conhecimento ainda em Itália. No seu regresso, Benedicto é visitado e intimado pela polícia.
Em 1972, Benedicto e Bibiano participam numa série de festivais internacionais, visitando as Astúrias, Paris, Bruxelas e Suíça.

### Relação com José Afonso
Em Abril de 1972 viajara a Portugal para conhecer José Afonso, iniciando uma grande amizade e dando-lhe a conhecer o universo cultural galego. José Afonso actuaria em Compostela, a 10 de Maio desse mesmo ano, devido às instâncias de Benedicto. Entre 1972 e 1974, Benedicto acompanha-lo-á nas tournées pela Galiza, Astúrias, Portugal, França e Bélgica, participando na gravação do álbum do Zeca, “Eu vou ser como a toupeira”. Devido ao cantor português, começara também a colaborar com a Amnistia Internacional, em apoio dos presos políticos.
Fruto desta relação foi a coincidência da canção "Nossa Señora da Guia" (no álbum, "Pola Unión de Benedicto") e a canção "Chula da Póvoa" (no álbum, "Com as minhas tamanquinhas de José Afonso"), que na realidade são duas versões da mesma canção raiana que ambos conheceram numa férias em conjunto.
Benedicto actuaria também num concerto em homenagem ao português: “Galiza a José Afonso”, celebrado em Vigo, a 31 de Agosto de 1985, no qual interpretou a canção Cantigas do Maio. Em 1987, depois da morte de Zeca, seria o organizador de uma série de conferências, homenagens e concertos sobre o cantor português e onde reuniu importantes figuras da música galega (Emilio Cao, Milladoiro...) e internacional (Luis Pastor, Maria del Mar Bonet ou Pi de la Serra).
Já no ano de 2006, colaborara na iniciativa “Uma rua para o Zeca Afonso”, reivindicando que se desse o nome do cantor a uma rua de Compostela. Depois de a iniciativa ter reunido cerca de três mil assinaturas, e de ter conseguido numerosas adesões, o concelho da cidade aprovou a petição no dia 29 de Novembro de 2006.

### Final do grupo “Voces Ceibes”
Nos fins do ano de 1974, o grupo decide finalizar o projecto colectivo “Voces Ceibes”, começando o Movimento Popular da Canção Galega, onde, numa perspectiva ampla, haveria lugar para múltiplos  artistas dos mais distintos estilos. O novo colectivo consegue reunir no seu único concerto, a 2 de Março de 1975, mais de 5000 pessoas no Pavilhão do Obradoiro, em Compostela.

### Actividades depois da morte de Franco
Com a morte do ditador, as actividades relacionadas com a música de intervenção aumentam significativamente. Assim, Benedicto teve a ocasião de participar no I Festival dos Povos Ibéricos, celebrado em Madrid, e noutros eventos similares marcados pela vigilância policial e, em certas ocasiões, pela repressão. Durante estes anos, mantiveram-se as proibições de actuar em boa parte dos concertos solicitados.
Foi especialmente famoso o concerto que deu em conjunto com Bibiano, a 25 de Junho de 1976, no Pavilhão Desportivo de Corunha. O concerto, em solidariedade com o dirigente comunista Santiago Álvarez, detido na prisão de Carabanchel, converteu-se num acto de reivindicação galega e num dos factos culturais mais importantes da transição na Galiza.
No ano de 1976, Benedicto grava o seu primeiro álbum, “Pola Unión”. Paradoxalmente, o novo regime político levou de igual modo à decadência dos movimentos de resistência cultural na Galiza. Entre 1975 e 1980, a sua actividade musical ainda era intensa, no entanto, seguiu-se o declínio da canção de intervenção. Benedicto só produzira mais um álbum a solo: “Os nomes das cousas”, em 1979, abandonando então, e salvo poucas actuações esporádicas, a sua carreira musical. Em 1980, abandonara também a sua militância no PCG, mas não a sua actividade como sindicalista, que se translada do mundo do espectáculo para o da escola pública, quando inicia a sua actividade de professor em 1982. Vinculado ao CCOO, entre 1985 e 1995, participara exclusivamente em diversas lutas sindicais, ocupando altos cargos, passando, a partir desse ano, a trabalhar de novo como professor.
Actualmente, Benedicto continua a participar na Amnistia Internacional, além de participar na direcção da organização “Pola Esquerda” e em diversos movimentos sociais. Colabora também em distintos meios de comunicação galegos, com os seus artigos de opinião.

## Discografia

### Álbuns a solo
- 1968 - Benedicto (No Vietnam) (EP, Edigsa-Xistral, Barcelona)
- 1977 - Pola Unión (LP, CFE, Madrid)
- 1979 - Os nomes das cousas (LP, CFE-Guimbarda, Madrid)
- 1979 - (Sem título) (SG, CFE-Guimbarda, Madrid)

### Gravações não oficiais ou não editadas
- 1968 - Benedicto (EP inédito gravado para a Assírio & Alvim, Lisboa)
- 1976 - Benedicto e Bibiano en Directo (audio do concerto de 25 de Junho de 1976 na Corunha, editado clandestinamente em cassete pelas “Xuventudes Comunistas” em 1976 com o título “Homenaxe a Santiago Álvarez”; pelo El Correo Gallego, novamente em cassete em 1992 e reeditado em mp3 por A Regueifa Plataforma em 2006 com mais três temas).

### Compilações e discos colectivos
- 1970 - Galicia canta (LP colectivo, Pobovox, Caracas, Venezuela)
- 1972 - Cerca de mañana, canciones del País Vasco, Cataluña, Galicia y España (LP colectivo, 1972. Gravado e editado clandestinamente pelo CC.OO., Madrid) (Reeditado em edição facsímil pela Fundación Cipriano García, Barcelona, en 1997)
- 1977 - El nacimiento de una leyenda (Benedicto, Bibiano e Emilio Cao) (Triple LP, CFE-Guimbarda, Madrid, 1977)
- 1979 - 7 Anos de canción galega (LP colectivo, Ruada, A Coruña, 1979)
- 1985 - Galiza a José Afonso (concerto ao vivo, 1985)
- 1993 - A Gran Escolma da Música Galega (6 CDs colectivos, Fonomusic, Madrid, 1993)
- 1996 - Notícia da Nova Canción Galega (Duplo CD que inclui as quatro cancões do EP Benedicto, também conhecido como No Vietnam).

### Colaborações
- 1972 - Eu vou ser como a toupeira, de José Afonso (LP, Orfeu, Madrid).
- 1976 - Estamos chegando ó mar, de Bibiano (LP, CFE, Madrid).
- 1978 - Llamas, de Claudina e Alberto Gambino (LP, CFE, Madrid).
- 1996 - Maniotas nas améndoas, como compoñente da Orchestra Valdeorras (CD, Bolobolo, Santiago)

## Obra escrita
- 2008 - Sonata de amigos (Edicións Xerais) - ISBN 9788497829441